# Kanton Nouzonville
Kanton Nouzonville (fr. Canton de Nouzonville) byl francouzský kanton v departementu Ardensko v regionu Champagne-Ardenne. Tvořily ho čtyři obce. Zrušen byl po reformě kantonů 2014.

## Obce kantonu
- Gespunsart
- Joigny-sur-Meuse
- Neufmanil
- Nouzonville